# Nilphamari Sadar Upazila
Nilphamari Sadar Upazila är ett underdistrikt i Bangladesh. Det ligger i den nordvästra delen av landet, 290 km nordväst om huvudstaden Dhaka.
Trakten runt Nilphamari Sadar Upazila består till största delen av jordbruksmark. Runt Nilphamari Sadar Upazila är det mycket tätbefolkat, med 1 221 invånare per kvadratkilometer.